# CB 300R
A CB 300R foi uma categoria de motociclismo, integrante do Racing Festival. A categoria foi composta por 22 pilotos, com equipes profissionais. Era uma categoria para pilotos recém-entrados no motociclismo.
A unica temporada da categoria foi vencida pelo capixaba Marcos Camara. Em 2012, a categoria acabou.

## Moto
A moto utilizada na categoria era a Honda CB 300 R, com poucas modificações, como a bolha frontal e a carenagem inferior. O motor é original, Honda 300cc OHC, com 26cv, cambio original de cinco velocidades e pneus de competição.

## Pontuação
| Posição | 1º | 2º | 3º | 4º | 5º | 6º | 7º | 8º | 9º | 10º | 11º |
| ------- | -- | -- | -- | -- | -- | -- | -- | -- | -- | --- | --- |
| Pontos  | 20 | 17 | 15 | 13 | 11 | 7  | 6  | 4  | 3  | 2   | 1   |

## Campeões
| Ano  | Campeão      |
| ---- | ------------ |
| 2011 | Marco Camara |

## Ver Tambem
- 600 Super Sport